# Občina Radeče
Občina Radeče ima 23 naselij in je ena od občin v Republiki Sloveniji s središčem v Radečah z nekaj na 4.000 prebivalci. Je ena izmed 6 občin v Posavju. Pred zadnjo ustanovitvijo občine 1994 so Radeče spadale k občini Laško. Občinski grb Radeč je sestavljen iz kock.  

## V Občini Radeče so županovali
- Janez Zahrastnik
- Ludvik Sotlar
- Franci Lipoglavšek
- Matjaž Han
- Rafaela Pintarič
- Tomaž Režun

## Naselja v občini
Brunk, Brunška Gora, Dobrava, Čimerno, Goreljce, Hotemež, Jagnjenica, Jelovo, Log pri Vrhovem, Loška Gora, Močilno, Njivice, Obrežje, Počakovo, Prapretno, Radeče, Rudna vas, Stari Dvor, Svibno, Vrhovo, Zagrad, Zavrate, Žebnik